# Березников, Андрей Филиппович
Андрей Филиппович Березников (1771 — ум. в 30-х годах XIX века) —  гравёр резцом, ученик академика Императорской академии художеств Игнаца Себастьяна Клаубера.

## Биография

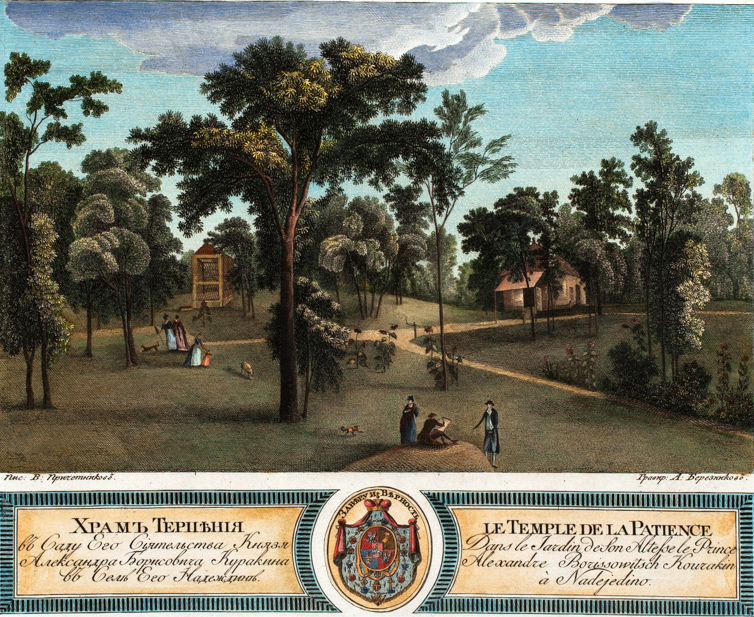
Храм Терпения в Саду князя Куракина в селе Надеждине. Гравёр А. Ф. Березников

Андрей Березников родился 21 мая 1771 года в городе Санкт-Петербурге. Отец его был отставной ученик живописного художества Императорской шпалерной мануфактуры. Березников воспитывался в Императорской Академии художеств с 1786 по 1793 г.; гравированию учился у Степана Фадеевича Иванова. 
5 сентября 1790 года он получил первую серебряную медаль за гравирование, а 21 октября 1794 года — малую золотую. Из Академии он был выпущен в 1793 году художником первой степени, и потом служил в депо карт.
В «Словаре» Д. Ровинского указаны портреты работы Б.: Павла I, Александра I, великого князя Константина Павловича, патриарха армянского Иосифа Аргутинского (в двух видах), переводчика при нем Ходженца (1798) и другие. 
Андрей Филиппович Березников скончался в 30-х годах XIX столетия.